# Православные братства

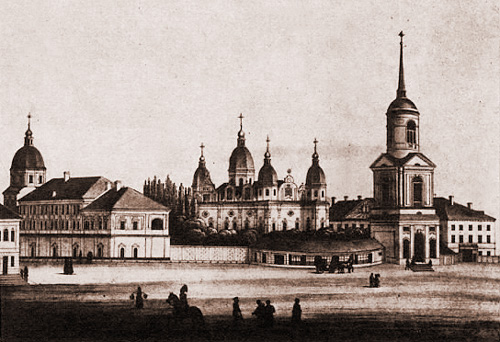
Вид Киевского братства на Подоле. Справа — монастырь, слева — школа

Правосла́вные (церко́вные) бра́тства — форма добровольного объединения православных мирян при приходских, реже монастырских храмах. Целями этих объединений обычно является попечение о храме, благотворительная, просветительская деятельность и защита православия Важной составляющей деятельности братств является взаимная помощь членов братства в мирских и духовных нуждах..

## История
На протяжении своей истории православные братства в своём развитии прошли ряд этапов и связанных с ними трансформаций.

### Братчины

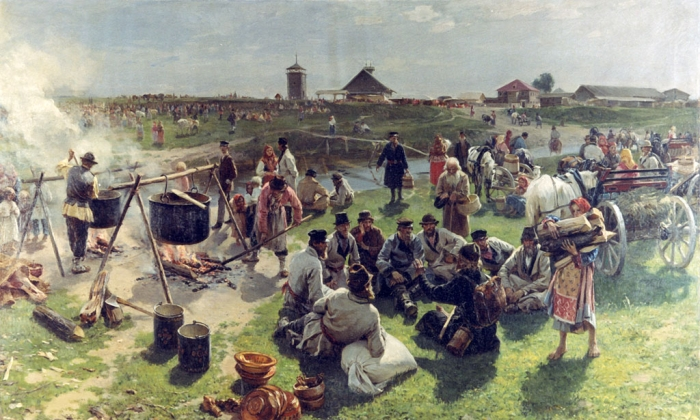
И. М. Прянишников. Общий жертвенный котёл в престольный праздник, 1888

Наиболее архаичной формой объединения мирян на русских землях были древние северо-восточные братчины. На основании этнографических данных (фольклорные сказания, песни, поговорки и прочее) исследователи выдвигают гипотезу о том, что братчины ведут своё происхождение из времён языческих и первоначально являлись ритуальными пиршествами, посвящёнными богам-покровителям местной общины. Но это лишь предположение, так как первые документальные летописные сведения о братчинах относятся уже к временам христианским.
Первоначально братчина представляла собой праздничное застолье всех жителей общины, приуроченное к какому-то христианскому празднику (часто — Троицын, Петров, Николин день, престольный праздник местной церкви), продукты для которого собирали в складчину. Традиционной составляющей её было также в складчину сваренное пиво (в восточно-русских областях) или сычёный мёд (в западно-русских областях). За столом во время братчины часто решали важные для общины вопросы, требующие совместных действий, благодаря чему слово «братчина» приобрело значение всякого общего дела. Под 1159 годом Ипатьевская летопись сообщает, что полочане звали своего князя Ростислава на братчину ко Святой Богородице старой на Петров день. По мнению историка С. М. Соловьёва, уже из этого первого краткого упоминания в летописных источниках видно, что братчину справляли на христианский праздник, что собирали её у церкви, а следовательно, по-видимому, являлась праздником церковного прихода, а также видно, что кроме участвующих на неё приглашали почётных гостей.
Поскольку за пивом и между своими участниками легко могли случиться ссоры или даже драки, то уже на этих ранних этапах братчины выхлопотали себе право внутреннего суда для наказания виновных без привлечения обычного судебного права, достаточно сурового в те времена. В одной уставной грамоте есть следующие данные: «А в пиру или в братчине посварятся или побьются, а не вышод из пиру помирятся, и ловчему и его тиуну нет ничего; а вышод из пиру помирятся за приставом, и ловчему и его тиуну в том нет ничего, опричь хоженого». Особенно право братчины самой судить своих членов за произведённый беспорядок во время пира было развито в Новгороде, Пскове и братствах Западной Руси. В одной псковской судной грамоте говорится «Братщина судит как судьи».
Следует заметить, что не все исследователи согласны с тем, что церковные братства ведут своё происхождение от древне-русских братчин. В частности, советский историк Е. Н. Медынский считал это предположение «…одним из следствий великодержавной националистической концепции…» и считал, что братства XVI—XVII веков, существовавшие на территории Великого княжества Литовского, были совершенно другим явлением, чем древнерусские братства. Современные историки наоборот поддерживают эту гипотезу.

### Церковные братства Западной Руси
Особенно сильное развитие церковные братства получили в XVI—XVII веках на территории Западной Руси, входящей в состав Великого княжества Литовского. По мнению исследователей, их происхождение связано с развитием различных объединений православных мирян: «медовых» братств, приходских общин, ремесленных цехов, групп коллективных патронов храмов. Причём, между различными видами этих союзов не существовало чётких границ. Часто ремесленное объединение (купеческое братство, кушнерское, то есть скорняжное, и так далее) осуществляло патронаж церкви, прихожанами которой являлись его члены, а также устраивало «медовые» пиры на престольный праздник этого храма в духе старинных братчин.

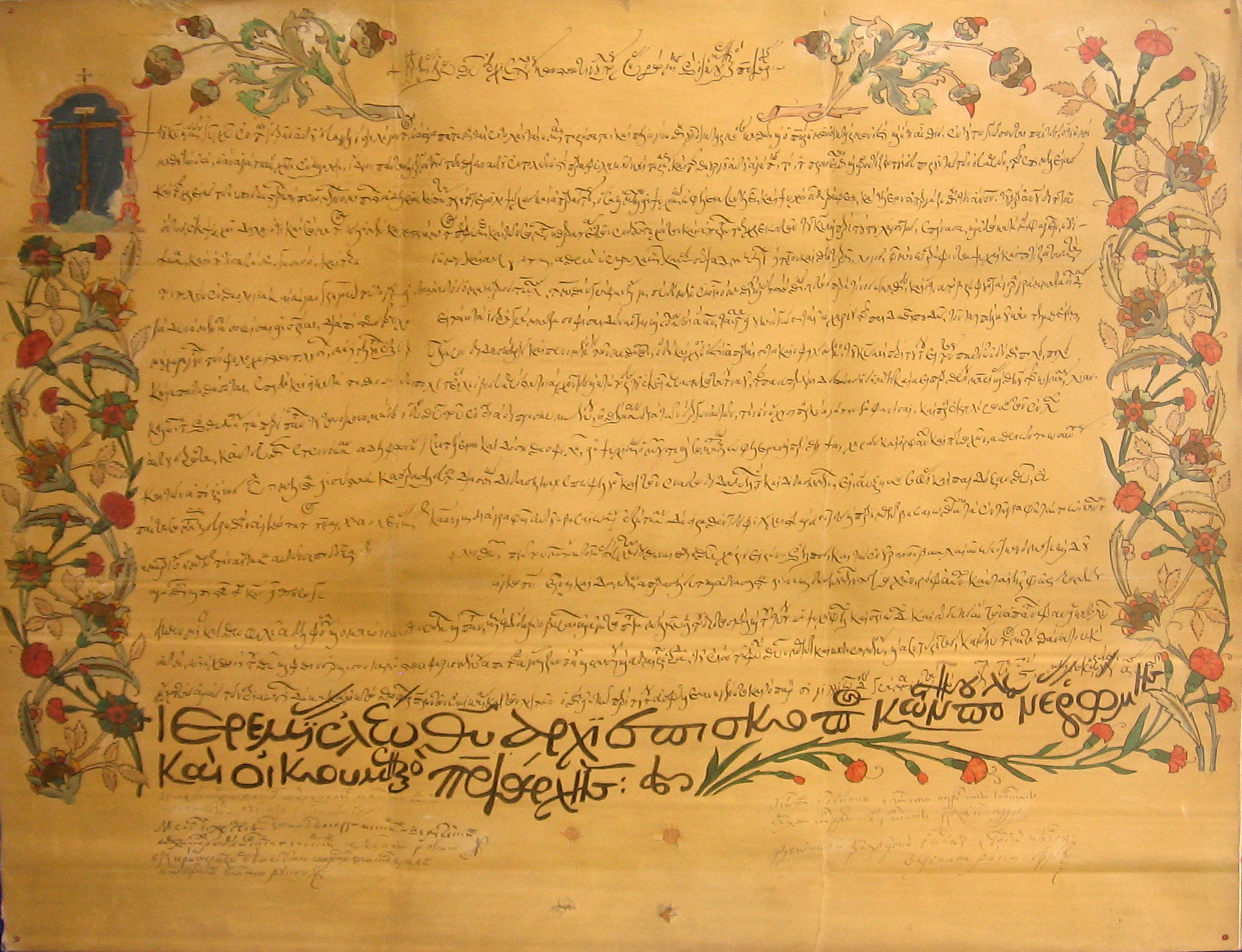
Письмо Антиохийского патриарха о даровании ставропигии Львовскому братству

Новым явлением в жизни православных братств стало юридическое оформление их деятельности на основе Магдебургского права действовавшего в то время во многих городах Великого княжества Литовского. Подобно ремесленным цехам, братства имели уставы, утверждённые духовными и светскими властями, и пользовались преимуществами городского самоуправления, существовавшими в этот период. Светские власти и рассматривали их как один из вариантов цехового самоуправления, в том числе, советуясь с ними по отдельным вопросам касающимся православия. Например, известно, что король Владислав IV, обсуждая с православным духовенством проект об избрании патриарха для Западной Руси, привлекал к этому также Львовское и Виленское братства. По мнению исследователей, о возникновении собственно православных братств, имеющих устав и сформулировавших цели и задачи своей деятельности, можно говорить начиная с конца XVI века. Первым в их ряду выступает Львовское братство, устав которого был утверждён в 1586 году Антиохийским патриархом Иоакимом V, а также Виленское братство, учреждённое в 1587 году. К концу XVI века в Великом княжестве Литовском существовало уже около 40 братств, многие из которых координировали свою деятельность в рамках единого братского движения.
Средства для своей деятельности братства получали от вступительных и ежегодных взносов своих членов, добровольных пожертвований, вкладов по завещанию, штрафов за проступки, аренды и продажи братской собственности, книгоиздательства. Размеры взносов обычно не были регламентированы — каждый братчик сам решал сколько он внесёт в братскую казну, сообразно своим возможностям («…водлуг воли и переможенья своего…»). Дополнительным источником дохода для братства часто служила продажа сычёного мёда приготовленного братчиками.
Собранные средства тратились на содержание братской церкви, её украшение и снабжение необходимыми богослужебными принадлежностями, ремонт и возобновление в случае пожара или другого разрушения. Также братство оплачивало духовенству молебны и другие службы, выдавало причту отдельные «милостыни» на большие праздники. В праздничные дни братья раздавали милостыню заключённым в тюрьмах и нищим на улицах. Крупные братства содержали свои богадельни, зачастую состоящие из трёх отделений: гостиницы, отделения для нищих, калек и сирот и дома для престарелых. По мнению современных исследователей, масштаб благотворительности православных братств был относительно небольшим, уступая той помощи которую оказывали католические союзы.

#### Братские школы
Важным направлением деятельности церковных братств была организация школ. Наиболее крупными и сильными из них были львовская, виленская, киевская и луцкая, но малые школы, дающие базовое образование, существовали даже при небольших сельских союзах. В конце XVI века ведущую роль в развитии братской образовательной системы играла львовская школа, открытая в 1585 году. При её поддержке, заключавшейся в направлении учителей и снабжении книгами из собственной типографии, до конца XVI века появились школы в Бресте (1591), Могилёве (1590/92), при Рогатинском (1589), Городокском (1591), Перемышльском (1592), Комаринском (1592), Бельском (1594), Люблинском (1594), Каменец-Подольском (1590-е годы), Галичском (конец XVI века) братствах. В начале XVII века были открыты школы в Минске (1613), Киеве (1615), Луцке (1619/20), Замостье, Холме, Виннице, Немирове, Пинске. В это время даже при небольших сельских братствах появляются школы, дающие начальное образование. 
Основой для появления братских школ послужили существовавшие и ранее на западнорусских землях дьяковские школы, с учителем псаломщиком, а также начальные школы при храмах и монастырях, в которых обучали чтению, письму, счёту и церковному пению. Определённым образцом для создания братских школ являлись также протестантские гимназии и иезуитские коллегии. В школах преподавались предметы составлявшие «Семь свободных искусств»:
- Тривиум (trivium)
  - Грамматика
  - Риторика
  - Диалектика
- Квадривиум (quadrivium)
  - Арифметика
  - Геометрия
  - Музыка
  - Астрономия

### Из ЭСБЕ
В таком виде западнорусские братства становятся известными во второй половине XV стол. (львовское в 1439 г., виленское кушнерское в 1458 г.), и их особенности закреплены королевской грамотой виленскому кушнерскому братству в 1538 г. Подобные братства, так называемые медовые, возникают и позже, в течение всего XVI и даже XVII в., причём в их деятельности на видное место выступают благотворительные цели; некоторые из них обзаводятся госпиталями и богадельнями. Одновременно с этим замечается географическое, так сказать, расширение братских интересов: виленское братство «дома пресвятой Богородицы» получает право совершать литургию на подвижном антиминсе, в каких бы странах ни случилось быть членам братства; львовское Успенское братство влияет на восстановление православной епископии во Львове и из своей среды даёт епископа в лице Макария Тучанского. Некоторые братства возникают из желания братчиков получить «душевное избавление и по смерти покой, и память вечную предкам и родителям». Члены таких братств записывали имена свои и родных в братские помянники, назначали особые дни для заупокойных и заздравных литургий и обставляли особыми церемониями похороны умерших своих членов (братства Благовещенское и Николаевское во Львове).
Братчики начинают заботиться о самопросвещении через чтение священных книг. Это выдвигает в некоторых из них духовный элемент. В первые времена существования братчин и братств духовные лица были только предметом братских попечений или гостями на пирах, иногда даже наряду с католическим духовенством; теперь они являются или инициаторами братств (львовского Благовещенского), или их проповедниками, учителями. Братства приискивают в настоятели церквей и монастырей людей учительных, знающих слово Божие. Самоё чтение Библии и св. отцов по уставным грамотам некоторых братств должно было происходить в домах священников или в их присутствии. Когда началась решительная борьба с католичеством и унией, когда православию грозила опасность, братства стали превращаться в религиозно-нравственные, просветительно-благотворительные учреждения, со сложным устройством, с важными задачами и с крупным церковным и политическим значением. Приняв на себя заботу о чистоте веры и о воспитании в православном населении религиозно-нравственных чувств, западнороссийские братства стремились к контролю над убеждениями и поведением не только своих членов, но и людей посторонних, не только мирян, но и духовных, не только священников, но и епископов. Переход некоторой части иерархов в унию побудил братства вступить в открытую борьбу со врагами православной церкви и принять на себя её охрану. В связи с этим братства занялись защитой и гражданских прав православных, являясь пред лицом польского правительства представителями интересов русского народа.
В 1572 году король Сигизмунд-Август принял на варшавском сейме ходатайство львовских братчиков об уравнении русских жителей Львова с римско-католиками и дозволил русским заниматься в городе торговлей, ремёслами, владеть домами и отдавать детей в городские школы, запретив католикам, под угрозой штрафа, преследовать русских и православное духовенство. Это послужило для братств прецедентом; братские депутаты начинают встречаться на почти каждом польском сейме, а с 1616 г. в Варшаве стали жить постоянно те из львовских братчиков, которым наиболее была известна судебная процедура, для хождения по разным судебным и административным инстанциям. В состав братств входили представители всех слоёв и классов русского народа, начиная с торговых и ремесленных людей и кончая князьями, епископами и митрополитами. Вписывались в братства не только местные жители, но и иногородние, даже закордонные православные, дворяне и князья молдовалашские. Случалось, что составы братств увеличивались иногда сразу целыми группами людей.
Так, в 1591 году в львовское братство вписался священник Гологурский со своим приходом; в Киевское богоявленское братство, около 1620 года — запорожский гетман Сагайдачный со всем войском. Во главе всех церковных братств стояли львовское Успенское и виленское Троицкое, впоследствии Свято-Духовское. В конце XVI и в начале XVII века возникли братства в Киеве, Луцке, Замостье, Могилёве, Орше, Минске, Пинске, Бельске, Бресте, Кобрине, Витебске, Полоцке и множество других в небольших городах, местечках и селениях. Братчики собирались на сходки недельные, месячные, годовые и экстренные; во главе их стояли избираемые на год 4 старших братчика, которым вверялся высший надзор за братскими делами, а также хранение братской казны. Братства владели более или менее значительным имуществом; братчики обязывались вносить известную сумму денег, платили штрафы, делали добровольные пожертвования и денежные сборы. Братства имели свою церковь или — меньшие — придел в церкви и пользовались правом патронатства над нею. Некоторые учёные производят как самые братства, так и весь их строй от магдебургского права, которым были наделены многие западнорусские города и в связи с которым стояла организация ремесленных цехов. Если гражданские права западнорусских братств легко объясняются внешним сходством последних с цехами, то права их по отношению к своим церквам и духовенству находят себе объяснение во внутреннем сродстве их с другим явлением, развившимся особенно сильно в Польше и Западной России в XVI веке — коллективным патронатом, то есть той его формой, при которой известной церковью в городе, её имуществом и духовенством заведовали её прихожане. Польско-литовские короли, ревниво оберегавшие свои личные патронатские права по отношению к церквам и монастырям в своих имениях и по отношению к православным епархиям, поддерживали такие же права частных земледельцев и городских обществ по отношению к опекаемым ими учреждениям. Грамота Стефана Батория виленским бургомистрам и радцам-патронам Св.-Троицкого в Вильне монастыря (1584) служит наиболее полным выражением патронатских прав: магистрату города предоставлено устроить школу при монастыре, содержать учителей для науки детей и «в письме учёного архимандрита». Но не в королевских привилегиях, а в грамотах восточных патриархов лежит источник тех чрезвычайных прав, какими были наделены церковные братства к неудовольствию защитников иерархического принципа как среди православных, так и, особенно, среди римско-католиков и униатов. Ободрённые грамотой антиохийского патриарха Иоакима львовскому братству от 1 января 1586 года, львовские братчики в том же году обратились к константинопольскому патриарху Феолепту с просьбой «ради церковного устроения» утвердить их братство, школу и типографию, а также узаконить братский устав для других городов, «посещения ради благочестия». Спор львовского братства с местным епископом Герасимом и низшим духовенством из-за права мирян вмешиваться в церковные дела константинопольским патриархом Иеремией (преемником Феолипта) был решён в пользу братства. Братствам тем легче было достигнуть своей цели, что некоторые владыки русские сами признали за братствами церковные права. Так, перемышльский епископ Михаил Копыстенский дал комарскому братству (2 февраля 1592 года) право обличать не покоряющихся истине и передал ему больницу и школу. Митрополит Михаил Рагоза стал на стороне львовского братства в его борьбе с местным епископом и духовенством. Благодаря его сочувствию, львовское братство получило даже право участвовать на соборах святителей русских. Вслед за ним и другие братства стали посылать на соборы своих представителей. Кроме Рогозы и другие западнорусские митрополиты предоставляли братствам широкое участие в обсуждении и решении церковных дел, даже догматических вопросов. В 1588 году Вселенский Патриарх Иеремия II предоставил двум важнейшим братствам, львовскому и виленскому, право ставропигии, то есть независимости от суда местного епископа, с подчинением только патриаршему суду.
В 1620 году, по грамоте Иерусалимского Патриарха Феофана III, право ставропигии получили братства луцкое Крестовоздвиженское, киевское Богоявленское и слуцкое Преображенское, но в 1626 году ставропигии их были уничтожены.
В 1633 году Вселенский Патриарх Кирилл Лукарис к двум оставшимся ставропигиям присоединил ещё третью — братство могилёвское. Ставропигиальные братства имели право наблюдать за жизнью епископа и в случае его неисправности доносить митрополиту и патриарху; им же принадлежал надзор за неставропигиальными братствами.
В 1676 году решением сейма братствам запрещено было сноситься с патриархом и велено подчиняться местным епископам.
Братства заводили типографии и развивали издательскую деятельность, печатая различные книги: богослужебные, святоотеческие, полемические, учебные и другие. Из братских типографий наиболее замечательны виленская, могилёвская, луцкая и особенно львовская. Последняя в продолжение трёх веков издала не меньше 300 тыс. церковных и учебных книг. Книги братской печати расходились не только в пределах польского королевства, но и в России, Валахии, Молдавии и др. Из западнорусских братств, упоминаемых в конце XVI и нач. XVII стол., школами обзавелось немного более двадцати, но обзавёдшиеся старались обеспечить юридически и материально существование своих школ. Для таких братств, как львовское и виленское, школы составляли предмет особой заботливости. Когда нельзя было найти православных учителей, приглашались инославные, но братства смотрели на них не совсем сочувственно.
В отношении программ братства не избегали сближения с западной наукой и школой. Начав с древнегреческого и церковнославянского языка, они включили в состав преподавания латинский и польский языки; системе семи свободных искусств они мало-помалу сообщили западноевропейский характер; даже церковное пение изменилось на западный лад. Традиционный для русской Церкви одноголосный и модальный знаменный распев был заменён многоголосием (в лексике того времени «партесом»), в основу которого была положена западноевропейская гармония с присущей ей тональностью.
При всём том братская школа существенно отличалась от инославной и по объёму преподавания, и по характеру его, и по особенностям внутреннего строя и педагогических требований. Из братских школ вышли многие видные деятели просвещения, составители первых учебников для школ, авторы полемических сочинений против унии и замечательных произведений по богословию и церковной проповеди, переводчики и исправители книг; таковы, например, Иов Борецкий, Лаврентий Зизаний, Памва Берында, Захария Копыстенский (из львовской школы), Епифаний Славинецкий (из киевской).
Только с учреждением в Киеве могилянской коллегии, с несколько иной, чем в братских школах, постановкой преподавания, значение этих школ стало слабеть. И православные, и их враги видели в церковных братствах крепкую опору православной веры и церкви в Юго-западном крае. На братства, поэтому, часто обрушивалась злоба врагов православия; «история братств представляет собою историю непрерывных жалоб, споров, процессов, несправедливостей». Из всех братств, игравших видную роль при защите православной церкви в Польше, только бельское, могилёвское и виленское дожили до XIX в.; прочие или перешли в унию, или закрылись вследствие латино-польского давления, или прекратили своё существование с переходом края под власть России. Более устойчивыми оказались братства, действовавшие в глуши.

### Церковные братства Российской империи
В 1862 году историк Михаил Коялович предпринял поездку по Западному краю с целью познакомиться с положением церковных братств; свои путевые заметки он поместил в Аксаковском «Дне» за 1862 год. Из последних явствует, что в литовской епархии братств оказалось около полутораста. В Минской епархии почти при каждой церкви было братство. Много братств оказалось также в епархиях волынской, киевской и подольской. В двух только западнорусских епархиях не нашлось братств — в полоцкой и могилёвской, но и там сохранилось живое предание о них, а по местам приметны даже и слабые остатки. Вообще по всей западной России братств должно быть больше тысячи. Большая часть братств (замечал М. Коялович) жила в конце XIX века только обрядовой стороной, сквозь которую, однако, по мнению историка, иногда пробивалась жизнь. М. Коялович также подчеркивал, что лучше сохранившиеся братства (в Малороссии, в минской епархии, особенно кругом Минска) имели значительное число членов — до ста и даже до двухсот, из которых выбираются братством старосты или старшие братчики, для заведования делами братства.
В начале 60-х годов XIX столетия, когда латино-польская пропаганда вновь временно усилилась в западных губерниях России, церковные православные братства в этом крае начали возобновлять свою деятельность и привлекать к себе сочувствие и пожертвования не одних только местных жителей, но и православных людей всей России. Сочувствие это высказалось не только вступлением в члены западнорусских братств и приношениями в их пользу, но и желанием видеть подобные учреждения и в великороссийских губерниях. 8 мая 1864 года Высочайше утверждены основные правила для учреждения православных церковных братств, значительно содействовавшие восстановлению некоторых древних братств в центральных местностях Западного края и учреждению повсеместно в России новых церковных братств. Под православными церковными братствами закон 1864 года разумеет общества, составляющиеся из православных лиц разного звания и состояния для служения нуждам и пользам православной церкви, для противодействия посягательствам на её права со стороны иноверцев и раскольников, для созидания и украшения православных храмов, для дел христианской благотворительности, для распространения и утверждения духовного просвещения. Каждое братство имеет свой устав, в котором, по желанию учредителей, могут быть излагаемы с большею или меньшею подробностью цели братств и обязанности их членов, но не выходя из круга означенных в законе дел и не касаясь таких взысканий или принудительных мер, которые могли бы быть приводимы в исполнение не иначе как с содействием правительственной власти. Братства учреждаются при церквах и монастырях с благословения и утверждения епархиального архиерея, по сношении с начальником губернии. После издания положения 8 мая 1864 года в разных городах явились братства, например, Кирилло-Мефодиевское братство в Чистополе при Николаевском соборе (не путать с киевским Кирилло-Мефодиевским братством 1845—1847 годов), братство Святого Креста в Саратове при Преображенском монастыре, братство святителя Гурия в Казани, братство св. Петра Митрополита в Москве, епархиальное братство во имя Пресвятой Богородицы в Санкт-Петербурге, имевшее своей задачей содействовать возникновению и процветанию церковно-приходских школ, внебогослужебных собеседований, церковно-народных библиотек и вообще религиозно-нравственному просвещению народа, братство святителя Димитрия Ростовского в Ярославле и др. В 1890 году при российском посольстве в Берлине было основано Свято-Князь-Владимирское братство, занимавшееся благотворительностью и сооружением и содержанием русских храмов в Германии. К 1 января 1893 года в России действовали 159 церковных братств, в которых участвовали и работали, по приблизительному расчёту, свыше 37 тысяч братчиков. Эти братства обладали капиталом (неприкосновенным, запасным и остаточным) на сумму свыше 1 629 700 рублей (тоже по приблизительному расчёту), годовой приход их превысил 803 тысяч рублей, расход — 598 220 рублей.

## Современные православные братства
После Поместного собора 1988 года начали возрождаться приходские и епархиальные союзы мирян и духовенства, направленные на оживление приходской жизни, на восстановление храмов и монастырей, на издательскую, духовно-просветительскую и благотворительную работу. По благословению патриарха Алексия II в 1990 году возник Союз православных братств, в который вошли около 50 объединений, число которых быстро увеличивалось. Первым председателем Союза православных братств стал игумен Иоанн (Экономцев). Братства благотворительствовали и проводили акции в поддержку Сербской церкви, православия в Украине. Союз выступал инициатором канонизации императора Николая II и его семьи. По инициативе московских священников при союзе были открыты богословско-катехизаторские курсы, которые в 1992 году были преобразованы в Православный Свято-Тихоновский гуманитарный университет.
На Архиерейском соборе 1994 года патриарх отметил уклонение православных братств как в радикальный консерватизм, так и в чрезмерно реформаторский подход к принципам устроения церковной жизни и негативный фактор их коммерциализации. После этого Собора ужесточился контроль со стороны правящих архиереев в отношении различных православных объединений, число которых значительно сократилось.
Крупнейшие братства:
- Преображенское содружество малых братств, основанное в 1960-е годы будущим священником Георгием Кочетковым,
- Братство Всемилостивого Спаса, объединяющее братства и сестричества, возникшие вокруг московских протоиереев Владимира Воробьёва, Аркадия Шатова, Димитрия Смирнова, Валентина Асмуса и др., преемственно связаны с общиной, находившейся в 1950—1980-х годах под духовным руководством протоиерея Всеволода Шпиллера[18],
- Свято-Димитриевское сестричество,
- Православное Братство священномученика Ермогена,
- Братство «Святое дело» (Красноярск),
- Сестричество преподобномученицы Великой княгини Елисаветы Феодоровны,
- Братство святителя Митрофана Воронежского,
- Общество ревнителей православной культуры,
- Медико-просветительский центр «Жизнь», две гимназии, товарищество по организации летних лагерей, богадельня, приют, Фонд христианского просвещения и благотворительности. Во всех приходах братства работают воскресные школы,
- Санкт-Петербургское братство святой великомученицы Анастасии Узорешительницы. Братство окормляет две исправительно-трудовые колонии, опекает узников тюрем, содержит реабилитационный центр для бывших заключённых в Пушкиногорском районе Псковской области. Один из основных видов деятельности братства — медицинское служение Покровского сестричества. При братстве существует детская церковная организация «Витязи». При творческой поддержке братства действует радиостанция «Град Петров»,
- Александро-Невское братство (Новосибирск),
- Московское миссионерское православное (единоверческое) братство святых благоверных князей Петра и Февронии
- Братство святителя Тихона (Клин),
- Александро-Невское (Нижний Новгород),
- Воскресенское братство при Троице-Сергиевой лавре,
- Братство «Радонеж», известное одноимёнными радиостанцией и газетой,
- Братство во имя Святых равноапостольных Кирилла и Мефодия (Луганск)

### Первоисточники
- Год 6667 (1159) // Полное собрание русских летописей. — СПб.: Типография Эдуарда Праца, 1843. — Т. 2: III. Ипатьевская летопись. — С. 83. — 377 с.
- Акты, собранные в библиотеках и архивах Российской Империи Археографическою экспедициею Императорской академии наук. — Дополненные и изданные Высочайше учреждённою коммиссиею. — СПб.: Типография 2 отделения Собственной Е. И. В. канцелярии, 1836. — Т. 1: 1294-1598. — С. 80, 122. — 548 с.
- 4. Грамота выданная Сигизмундом III виленским братчикам // Собрание древних грамот и актов городов: Вильны, Ковна, Трок, православных монастырей, церквей, и по разным предметам. — Вильно: В типографии А. Марциновского, 1843. — Т. II. — С. 8—12. — 207 с.